# Babinecká tůň
Babinecká tůň je tůň, která je pozůstatkem bývalých slepých ramen divokého Labe severně od Přerova nad Labem v okrese Nymburk ve Středočeském kraji v Česku. Od hlavního řečiště vzdáleného 1 km byla oddělena během regulace říčního toku ve 30. letech 20. století. Má rozlohu 0,414 ha. Je 75 m dlouhé a 70 m široké. Leží v nadmořské výšce 174 m.

## Okolí
Leží v lesíku Babinec, přičemž východní a západní břeh je porostlý stromy. Na severu až k tůni zasahuje pole. Na jihu u jezera leží fotbalové hřiště TJ Sokol Přerov nad Labem. Na západě až k břehu jezera zasahuje přírodní rezervace Káraný – Hrbáčkovy tůně. Ve vzdálenosti 100 m východně se nachází druhá tůň nazvané Bezedná tůň. Půl kilometru na východ u přerovské čističky odpadních vod byla třetí tůň nazývaná Koláčecká tůň, která byla zavezena komunálním odpadem.

## Vodní režim
Tůň nemá povrchový přítok ani odtok. Náleží k povodí Labe.

## Přístup
Přístup je možný po:
- okružní  naučné stezce Přerov n L. z Přerova nad Labem
- cyklostezce 0019 z Přerova nad Labem nebo ze Sedlčánek
- neznačené lesní cestě od východního konce Budečské hráze